# ديبورا غراي وايت
ديبورا غراي وايت (بالإنجليزية: Deborah Gray White)‏ هي أستاذة جامعية أمريكية، ولدت في 1949.